# Caminho de Ferro da Mina dos Monges
O Caminho de Ferro da Mina dos Monges era um troço ferroviário, em via reduzida (0,600 m), que ligava a Mina dos Monges (na Serra de Monfurado) e Escoural (a cerca de 2,5 km do Apeadeiro de Escoural) na Linha do Sul (actual Linha do Alentejo) num total de 4,2 km. Funcionou entre 1869 e 1879.

## História
A Linha do Sul (actual Linha do Alentejo) foi, logo no início da sua instalação, um importante meio de escoamento do minério da Serra de Monfurado e de Santa Susana, assim como mais tarde, durante as grandes campanhas do trigo, o foi para os cereais.
Em 1867, era concessionada a primeira exploração de minério – a mina da Serra dos Monges – na Serra de Monfurado. Seguiram-se-lhe as minas da Defesa, da Sala, e da Nogueirinha e Serrinha em 1873. No mesmo ano eram concessionadas igualmente as minas das Ferrarias (Herdade da Gamela), do Castelo e de Vale de Arca. Seguiram-se-lhe, em 1903, as do Carvalhal e Casas Novas, e em 1904 a última das concessões na região, a mina da Serra dos Monges nº2.
Coexistiram dois tipos de lavra nas minas do Monfurado: o desmontedo minério a céu aberto formando cortas e a lavra subterrânea através de poços e galerias com chaminés. Extraído o minério, era triado por homens e mulheres à mão ou com o auxílio de marretas nas frentes de desmonte ou já nos locais de embarque. O transporte era depois feito em vagões até ao ramal do caminho-de-ferro.
A Mina dos Monges, durante os seus períodos de laboração, foi servida por um ramal de via reduzida, que entroncava na Linha do Sul (actual Linha do Alentejo) ao km 81, com a extensão de 4,2 km. O minério tinha como destino o cais do Barreiro, onde embarcava para fora do país, em especial para Inglaterra.
A mina iniciou a laboração em 1869, tendo terminado em 1879 devido à grande baixa de preço produzida pelos minérios de Bilbau nos mercados ingleses.

## Actualidade
Hoje, dessa intensa actividade na região pouco resta. Alguns ecos na toponímia local (Ferrarias, Escoural), vagas recordações na memória dos habitantes locais, vestígios da actividade mineira de então (galerias, poços, carris, casas) crescentemente encobertos pela densa vegetação da Serra. Em vistas aéreas, ainda é possivel vislumbrar o leito do Caminho de Ferro da Minas dos Monges.